# اونسکول (شهرستان)
اونسکول 
(به آواری: Унсоколо район) شهرستانی است در جمهوری داغستان روسیه. مرکز اداری این شهرستان دهکدهٔ اونسکول است. این شهرستان دارای ۱۲ بخش است و در سال ۱۹۳۵ بر پا گردیده است. مساحت این شهرستان ۵۶۰ کیلومتر مربع است. فرماندار این شهرستان شامیل نورمگمدوویچ مگمدوف است.